# Luke Bryan/Diskografie
Diese Diskografie ist eine Übersicht über die musikalischen Werke des US-amerikanischen Country-Sängers Luke Bryan. Den Schallplattenauszeichnungen zufolge hat er bisher mehr als 123,7 Millionen Tonträger verkauft. Seine erfolgreichste Veröffentlichung ist die Single Country Girl (Shake It for Me) mit über 8,3 Millionen verkauften Einheiten.

## Alben

### Studioalben
| Jahr | Titel Musiklabel                                     | Höchstplatzierung, Gesamtwochen, AuszeichnungChartplatzierungen (Jahr, Titel, Musiklabel, Platzierungen, Wochen, Auszeichnungen, Anmerkungen) | Höchstplatzierung, Gesamtwochen, AuszeichnungChartplatzierungen (Jahr, Titel, Musiklabel, Platzierungen, Wochen, Auszeichnungen, Anmerkungen) | Höchstplatzierung, Gesamtwochen, AuszeichnungChartplatzierungen (Jahr, Titel, Musiklabel, Platzierungen, Wochen, Auszeichnungen, Anmerkungen) | Höchstplatzierung, Gesamtwochen, AuszeichnungChartplatzierungen (Jahr, Titel, Musiklabel, Platzierungen, Wochen, Auszeichnungen, Anmerkungen) | Anmerkungen                              |
| Jahr | Titel Musiklabel                                     | CH | UK | US | Country | Anmerkungen                              |
| ---- | ---------------------------------------------------- | --- | --- | --- | --- | ---------------------------------------- |
| 2007 | I’ll Stay Me Capitol Nashville (EMI)                 | — | — | US24 Gold · (9 Wo.)US | Country2 (78 Wo.)Country | Erstveröffentlichung: 14. August 2007    |
| 2009 | Doin’ My Thing Capitol Nashville (EMI)               | — | — | US6 ×2Doppelplatin · (103 Wo.)US | Country2 (78 Wo.)Country | Erstveröffentlichung: 6. Oktober 2009    |
| 2011 | Tailgates & Tanlines Capitol Nashville (EMI)         | — | — | US2 ×5Fünffachplatin · (214 Wo.)US | Country1 (147 Wo.)Country | Erstveröffentlichung: 9. August 2011     |
| 2013 | Crash My Party Capitol Nashville (UMG)               | — | — | US1 ×6Sechsfachplatin · (211 Wo.)US | Country1 (374 Wo.)Country | Erstveröffentlichung: 13. August 2013    |
| 2015 | Kill the Lights Capitol Nashville (UMG)              | CH100 (1 Wo.)CH | UK47 (1 Wo.)UK | US1 ×3Dreifachplatin · (119 Wo.)US | Country1 (167 Wo.)Country | Erstveröffentlichung: 7. August 2015     |
| 2017 | What Makes You Country Capitol Nashville (UMG)       | CH68 (1 Wo.)CH | — | US1 Platin · (36 Wo.)US | Country1 (87 Wo.)Country | Erstveröffentlichung: 8. Dezember 2017   |
| 2020 | Born Here Live Here Die Here Capitol Nashville (UMG) | CH14 (2 Wo.)CH | — | US5 Platin · (49 Wo.)US | Country1 (91 Wo.)Country | Erstveröffentlichung: 7. August 2020     |
| 2024 | Mind of a Country Boy Capitol Nashville (UMG)        | — | — | US51 (1 Wo.)US | Country11 (2 Wo.)Country | Erstveröffentlichung: 27. September 2024 |

### Kompilationen
| Jahr | Titel Musiklabel                                     | Höchstplatzierung, Gesamtwochen, AuszeichnungChartplatzierungen (Jahr, Titel, Musiklabel, Platzierungen, Wochen, Auszeichnungen, Anmerkungen) | Höchstplatzierung, Gesamtwochen, AuszeichnungChartplatzierungen (Jahr, Titel, Musiklabel, Platzierungen, Wochen, Auszeichnungen, Anmerkungen) | Höchstplatzierung, Gesamtwochen, AuszeichnungChartplatzierungen (Jahr, Titel, Musiklabel, Platzierungen, Wochen, Auszeichnungen, Anmerkungen) | Höchstplatzierung, Gesamtwochen, AuszeichnungChartplatzierungen (Jahr, Titel, Musiklabel, Platzierungen, Wochen, Auszeichnungen, Anmerkungen) | Anmerkungen                                                                        |
| Jahr | Titel Musiklabel                                     | CH | UK | US | Country | Anmerkungen                                                                        |
| ---- | ---------------------------------------------------- | --- | --- | --- | --- | ---------------------------------------------------------------------------------- |
| 2013 | Spring Break … Here to Party Capitol Nashville (EMI) | — | — | US1 Gold · (30 Wo.)US | Country1 (67 Wo.)Country | Erstveröffentlichung: 5. März 2013 enthält Lieder der ersten vier Spring-Break-EPs |
| 2015 | Spring Break … The Set List Capitol Nashville (UMG)  | — | — | — | Country5 (5 Wo.)Country | Erstveröffentlichung: 10. März 2015 Kompilation mit 25 Songs der Spring-Break-EPs  |
| 2020 | #1’s, Volume 1 Capitol Nashville (UMG)               | — | — | — | Country31 (1 Wo.)Country | Erstveröffentlichung: 14. November 2021                                            |
| 2022 | Prayin’ in a Deer Stand Capitol Nashville (UMG)      | — | — | — | — | Erstveröffentlichung: 2. Dezember 2022                                             |
| 2024 | Mind of a Country Boy Capitol Nashville (UMG)        | — | — | US158 (4 Wo.)US | Country31 (14 Wo.)Country | Erstveröffentlichung: 14. Juni 2024                                                |

### EPs
| Jahr | Titel Musiklabel                                            | Höchstplatzierung, Gesamtwochen, AuszeichnungChartplatzierungen (Jahr, Titel, Musiklabel, Platzierungen, Wochen, Auszeichnungen, Anmerkungen) | Höchstplatzierung, Gesamtwochen, AuszeichnungChartplatzierungen (Jahr, Titel, Musiklabel, Platzierungen, Wochen, Auszeichnungen, Anmerkungen) | Höchstplatzierung, Gesamtwochen, AuszeichnungChartplatzierungen (Jahr, Titel, Musiklabel, Platzierungen, Wochen, Auszeichnungen, Anmerkungen) | Höchstplatzierung, Gesamtwochen, AuszeichnungChartplatzierungen (Jahr, Titel, Musiklabel, Platzierungen, Wochen, Auszeichnungen, Anmerkungen) | Anmerkungen                                                                     |
| Jahr | Titel Musiklabel                                            | CH | UK | US | Country | Anmerkungen                                                                     |
| ---- | ----------------------------------------------------------- | --- | --- | --- | --- | ------------------------------------------------------------------------------- |
| 2009 | Spring Break with All My Friends Capitol Nashville (EMI)    | — | — | — | — | Erstveröffentlichung: 10. März 2009                                             |
| 2010 | Spring Break 2 … Hangover Edition Capitol Nashville (EMI)   | — | — | — | — | Erstveröffentlichung: 2. März 2010                                              |
| 2011 | Spring Break 3 … It’s a Shore Thing Capitol Nashville (EMI) | — | — | US23 (2 Wo.)US | Country6 (24 Wo.)Country | Erstveröffentlichung: 1. März 2011                                              |
| 2012 | Spring Break 4 … Suntan City Capitol Nashville (EMI)        | — | — | US9 (4 Wo.)US | Country2 (18 Wo.)Country | Erstveröffentlichung: 6. März 2012                                              |
| 2014 | Spring Break 6 … Like We Ain’t Ever Capitol Nashville (UMG) | — | — | US2 (7 Wo.)US | Country1 (14 Wo.)Country | Erstveröffentlichung: 11. März 2014                                             |
| 2015 | Spring Break … Checkin’ Out Capitol Nashville (UMG)         | — | — | US3 Gold · (23 Wo.)US | Country1 (35 Wo.)Country | Erstveröffentlichung: 10. März 2015 Abschluss der 7-teiligen Spring-Break-Reihe |
| 2016 | Farm Tour … Here’s to the Farmer Capitol Nashville (UMG)    | — | — | US4 (1 Wo.)US | Country1 (4 Wo.)Country | Erstveröffentlichung: 23. September 2016                                        |

## Singles

### Als Leadmusiker
| Jahr | Titel Album                                             | Höchstplatzierung, Gesamtwochen, AuszeichnungChartplatzierungen (Jahr, Titel, Album, Platzierungen, Wochen, Auszeichnungen, Anmerkungen) | Höchstplatzierung, Gesamtwochen, AuszeichnungChartplatzierungen (Jahr, Titel, Album, Platzierungen, Wochen, Auszeichnungen, Anmerkungen) | Höchstplatzierung, Gesamtwochen, AuszeichnungChartplatzierungen (Jahr, Titel, Album, Platzierungen, Wochen, Auszeichnungen, Anmerkungen) | Höchstplatzierung, Gesamtwochen, AuszeichnungChartplatzierungen (Jahr, Titel, Album, Platzierungen, Wochen, Auszeichnungen, Anmerkungen) | Anmerkungen                                                    |
| Jahr | Titel Album                                             | CH | UK | US | Country | Anmerkungen                                                    |
| --- | ------------------------------------------------------- | --- | --- | --- | --- | -------------------------------------------------------------- |
| 2007 | All My Friends Say I’ll Stay Me                         | — | — | US59 (13 Wo.)US | Country5 (37 Wo.)Country | Erstveröffentlichung: 22. Januar 2007                          |
| 2007 | We Rode in Trucks I’ll Stay Me                          | — | — | US— GoldUS | Country33 (19 Wo.)Country | Erstveröffentlichung: 22. Oktober 2007                         |
| 2008 | Country Man I’ll Stay Me                                | — | — | US74 Gold · (11 Wo.)US | Country10 (34 Wo.)Country | Erstveröffentlichung: 24. März 2008                            |
| 2009 | Do I Doin’ My Thing                                     | — | — | US34 ×4Vierfachplatin · (20 Wo.)US | Country2 (38 Wo.)Country | Erstveröffentlichung: 4. Mai 2009                              |
| 2010 | Rain Is a Good Thing Doin’ My Thing                     | — | — | US37 ×3Dreifachplatin · (20 Wo.)US | Country1 (31 Wo.)Country | Erstveröffentlichung: 25. Januar 2010                          |
| 2010 | Someone Else Calling You Baby Doin’ My Thing            | — | — | US56 Platin · (20 Wo.)US | Country1 (31 Wo.)Country | Erstveröffentlichung: 2. August 2010                           |
| 2011 | Country Girl (Shake It for Me) Tailgates & Tanlines     | — | UK— SilberUK | US22 ×8Achtfachplatin · (20 Wo.)US | Country4 (23 Wo.)Country | Erstveröffentlichung: 14. März 2011                            |
| 2011 | I Don’t Want This Night to End Tailgates & Tanlines     | — | — | US22 ×6Sechsfachplatin · (23 Wo.)US | Country1 (26 Wo.)Country | Erstveröffentlichung: 5. September 2011                        |
| 2012 | Drunk on You Tailgates & Tanlines                       | — | — | US16 ×6Sechsfachplatin · (24 Wo.)US | Country1 (23 Wo.)Country | Erstveröffentlichung: 13. Februar 2012                         |
| 2012 | Kiss Tomorrow Goodbye Tailgates & Tanlines              | — | — | US29 ×2Doppelplatin · (20 Wo.)US | Country3 (30 Wo.)Country | Erstveröffentlichung: 6. August 2012                           |
| 2013 | Crash My Party                                          | — | — | US18 ×5Fünffachplatin · (21 Wo.)US | Country2 (30 Wo.)Country | Erstveröffentlichung: 7. April 2013                            |
| 2013 | That’s My Kind of Night Crash My Party                  | — | — | US15 ×7Siebenfachplatin · (21 Wo.)US | Country1 (26 Wo.)Country | Erstveröffentlichung: 5. August 2013                           |
| 2013 | Drink a Beer Crash My Party                             | — | — | US31 ×4Vierfachplatin · (20 Wo.)US | Country1 (25 Wo.)Country | Erstveröffentlichung: 11. November 2013                        |
| 2014 | Play It Again Crash My Party                            | — | UK— SilberUK | US14 ×8Achtfachplatin · (20 Wo.)US | Country1 (40 Wo.)Country | Erstveröffentlichung: 24. März 2014                            |
| 2014 | Roller Coaster Crash My Party                           | — | — | US43 ×2Doppelplatin · (20 Wo.)US | Country5 (25 Wo.)Country | Erstveröffentlichung: 14. Juli 2014                            |
| 2014 | I See You Crash My Party                                | — | — | US41 Platin · (19 Wo.)US | Country1 (26 Wo.)Country | Erstveröffentlichung: 3. November 2014                         |
| 2015 | Kick the Dust Up Kill the Lights                        | — | — | US26 ×4Vierfachplatin · (20 Wo.)US | Country1 (19 Wo.)Country | Erstveröffentlichung: 19. Mai 2015                             |
| 2015 | Strip It Down Kill the Lights                           | — | — | US30 ×4Vierfachplatin · (20 Wo.)US | Country1 (26 Wo.)Country | Erstveröffentlichung: 4. August 2015                           |
| 2015 | Home Alone Tonight Kill the Lights                      | — | — | US38 Platin · (19 Wo.)US | Country3 (26 Wo.)Country | Erstveröffentlichung: 23. November 2015 feat. Karen Fairchild  |
| 2016 | Huntin’, Fishin’ and Lovin’ Every Day Kill the Lights   | — | — | US37 ×4Vierfachplatin · (20 Wo.)US | Country2 (26 Wo.)Country | Erstveröffentlichung: 14. März 2016                            |
| 2016 | Move Kill the Lights                                    | — | — | US50 Platin · (14 Wo.)US | Country9 (22 Wo.)Country | Erstveröffentlichung: 25. Juli 2016                            |
| 2016 | Fast Kill the Lights                                    | — | — | US58 Platin · (13 Wo.)US | Country5 (23 Wo.)Country | Erstveröffentlichung: 28. November 2016                        |
| 2017 | Light It Up What Makes You Country                      | — | — | US57 Platin · (19 Wo.)US | Country4 (22 Wo.)Country | Erstveröffentlichung: 23. August 2017                          |
| 2018 | Most People Are Good What Makes You Country             | — | — | US43 ×2Doppelplatin · (18 Wo.)US | Country4 (28 Wo.)Country | Erstveröffentlichung: 8. Januar 2018                           |
| 2018 | Sunrise, Sunburn, Sunset What Makes You Country         | — | — | US35 Platin · (16 Wo.)US | Country4 (26 Wo.)Country | Erstveröffentlichung: 29. Mai 2018                             |
| 2018 | What Makes You Country                                  | — | — | US54 Platin · (11 Wo.)US | Country7 (26 Wo.)Country | Erstveröffentlichung: 22. Oktober 2018                         |
| 2019 | Knockin’ Boots Born Here Live Here Die Here             | — | — | US31 ×3Dreifachplatin · (22 Wo.)US | Country2 (27 Wo.)Country | Erstveröffentlichung: 8. April 2019                            |
| 2019 | What She Wants Tonight Born Here Live Here Die Here     | — | — | US46 Platin · (17 Wo.)US | Country6 (26 Wo.)Country | Erstveröffentlichung: 24. Oktober 2019                         |
| 2020 | One Margarita Born Here Live Here Die Here              | — | — | US19 ×2Doppelplatin · (20 Wo.)US | Country2 (27 Wo.)Country | Erstveröffentlichung: 13. April 2020                           |
| 2020 | Down to One Born Here Live Here Die Here                | — | — | US36 Platin · (20 Wo.)US | Country5 (26 Wo.)Country | Erstveröffentlichung: 19. Oktober 2020                         |
| 2021 | Waves Born Here Live Here Die Here (Deluxe Edition)     | — | — | US24 Gold · (17 Wo.)US | Country2 (26 Wo.)Country | Erstveröffentlichung: 12. April 2021                           |
| 2021 | Up Born Here Live Here Die Here (Deluxe Edition)        | — | — | — | Country33 (18 Wo.)Country | Erstveröffentlichung: 11. Oktober 2021                         |
| 2022 | Country On Prayin’ in a Deer Stand                      | — | — | US72 Gold · (17 Wo.)US | Country15 (26 Wo.)Country | Erstveröffentlichung: 5. Juli 2022                             |
| 2023 | But I Got a Beer in My Hand Mind of a Country Boy       | — | — | US91 (8 Wo.)US | Country19 (29 Wo.)Country | Erstveröffentlichung: 5. Mai 2023                              |
| 2024 | Love You, Miss You, Mean It Mind of a Country Boy       | — | — | US39 Gold · (10 Wo.)US | Country11 (25 Wo.)Country | Erstveröffentlichung: 5. April 2024                            |
| 2024 | Country Song Came On Mind of a Country Boy              | — | — | US93 (… Wo.)US | Country25 (… Wo.)Country | Erstveröffentlichung: 6. September 2024                        |
| 2024 | Georgia Ways –                                          | — | — | — | Country26 (… Wo.)Country | Erstveröffentlichung: 6. Dezember 2024 mit Quavo & Teddy Swims |
| Folgende Lieder erschienen nicht als Single, wurden aber durch das Album zum Download und Streaming bereitgestellt und konnten somit eine Platzierung erlangen: |                                                         | | | | |                                                                |
| |                                                         | | | | |                                                                |
| 2013 | In Love with the Girl Spring Break … Here to Party      | — | — | — | Country40 (2 Wo.)Country |                                                                |
| 2013 | Suntan City Spring Break … Here to Party                | — | — | — | Country43 (3 Wo.)Country |                                                                |
| 2013 | Buzzkill Spring Break … Here to Party                   | — | — | US74 Gold · (2 Wo.)US | Country20 (13 Wo.)Country |                                                                |
| 2013 | Just a Sip Spring Break … Here to Party                 | — | — | — | Country37 (1 Wo.)Country |                                                                |
| 2013 | If You Ain’t Here to Party Spring Break … Here to Party | — | — | — | Country44 (1 Wo.)Country |                                                                |
| 2013 | Take My Drunk Ass Home Spring Break … Here to Party     | — | — | — | Country49 (1 Wo.)Country |                                                                |
| 2013 | Dirt Road Diary Crash My Party                          | — | — | — | Country32 (2 Wo.)Country |                                                                |
| 2013 | Beer in the Headlights Crash My Party                   | — | — | — | Country45 (3 Wo.)Country |                                                                |
| 2014 | Good Lookin’ Girl Spring Break 6 … Like We Ain’t Ever   | — | — | — | Country31 (2 Wo.)Country |                                                                |
| 2014 | She Get Me High Spring Break 6 … Like We Ain’t Ever     | — | — | — | Country33 (9 Wo.)Country |                                                                |
| 2014 | Like We Ain’t Ever Spring Break 6 … Like We Ain’t Ever  | — | — | — | Country37 (1 Wo.)Country |                                                                |
| 2015 | Games Spring Break … Checkin’ Out                       | — | — | US92 Gold · (5 Wo.)US | Country21 (20 Wo.)Country |                                                                |
| 2015 | Spring Breakdown Spring Break … Checkin’ Out            | — | — | — | Country33 (6 Wo.)Country |                                                                |
| 2015 | You and the Beach Spring Break … Checkin’ Out           | — | — | — | Country39 (1 Wo.)Country |                                                                |
| 2015 | My Ol’ Bronco Spring Break … Checkin’ Out               | — | — | — | Country44 (1 Wo.)Country |                                                                |
| 2015 | Kill The Lights                                         | — | — | — | Country35 (3 Wo.)Country |                                                                |
| 2015 | To The Moon And Back Kill The Lights                    | — | — | — | Country37 (1 Wo.)Country |                                                                |
| 2015 | Way Way Back Kill The Lights                            | — | — | — | Country42 (1 Wo.)Country |                                                                |
| 2016 | Here’s To The Farmer Farm Tour … Here’s to the Farmer   | — | — | — | Country33 (1 Wo.)Country |                                                                |
| 2016 | Love Me In A Field Farm Tour … Here’s to the Farmer     | — | — | — | Country41 (1 Wo.)Country |                                                                |
| 2020 | Build Me a Daddy Born Here Live Here Die Here           | — | — | — | Country35 (1 Wo.)Country |                                                                |

### Als Gastmusiker
| Jahr | Titel Album                                                         | Höchstplatzierung, Gesamtwochen, AuszeichnungChartplatzierungen (Jahr, Titel, Album, Platzierungen, Wochen, Auszeichnungen, Anmerkungen) | Höchstplatzierung, Gesamtwochen, AuszeichnungChartplatzierungen (Jahr, Titel, Album, Platzierungen, Wochen, Auszeichnungen, Anmerkungen) | Höchstplatzierung, Gesamtwochen, AuszeichnungChartplatzierungen (Jahr, Titel, Album, Platzierungen, Wochen, Auszeichnungen, Anmerkungen) | Höchstplatzierung, Gesamtwochen, AuszeichnungChartplatzierungen (Jahr, Titel, Album, Platzierungen, Wochen, Auszeichnungen, Anmerkungen) | Anmerkungen                                                                          |
| Jahr | Titel Album                                                         | CH | UK | US | Country | Anmerkungen                                                                          |
| ---- | ------------------------------------------------------------------- | --- | --- | --- | --- | ------------------------------------------------------------------------------------ |
| 2012 | The Only Way I Know Night Train                                     | — | — | US40 Platin · (20 Wo.)US | Country5 (22 Wo.)Country | Erstveröffentlichung: 12. November 2012 Jason Aldean feat. Luke Bryan & Eric Church  |
| 2014 | This Is How We Roll Here’s to the Good Times... This Is How We Roll | — | — | US16 ×6Sechsfachplatin · (28 Wo.)US | Country1 (38 Wo.)Country | Erstveröffentlichung: 10. Februar 2014 Florida Georgia Line feat. Luke Bryan         |
| 2016 | Forever Country –                                                   | — | — | US21 Gold · (4 Wo.)US | Country1 (18 Wo.)Country | Erstveröffentlichung: 16. September 2016 als Teil von Artists of Then, Now & Forever |
| 2021 | Buy Dirt                                                            | — | — | US22 ×5Fünffachplatin · (37 Wo.)US | Country1 (50 Wo.)Country | Erstveröffentlichung: 19. Juli 2021 Jordan Davis feat. Luke Bryan                    |

## Boxsets
| Jahr | Titel              | Höchstplatzierung, Gesamtwochen, AuszeichnungChartplatzierungen (Jahr, Titel, Platzierungen, Wochen, Auszeichnungen, Anmerkungen) | Höchstplatzierung, Gesamtwochen, AuszeichnungChartplatzierungen (Jahr, Titel, Platzierungen, Wochen, Auszeichnungen, Anmerkungen) | Höchstplatzierung, Gesamtwochen, AuszeichnungChartplatzierungen (Jahr, Titel, Platzierungen, Wochen, Auszeichnungen, Anmerkungen) | Höchstplatzierung, Gesamtwochen, AuszeichnungChartplatzierungen (Jahr, Titel, Platzierungen, Wochen, Auszeichnungen, Anmerkungen) | Anmerkungen |
| Jahr | Titel              | CH | UK | US | Country | Anmerkungen |
| ---- | ------------------ | --- | --- | --- | --- | --- |
| 2013 | 4 Album Collection | — | — | — | Country33 (16 Wo.)Country | Erstveröffentlichung: 19. November 2013 4-CD-Box: enthält die ersten drei Studioalben und die Spring-Break-Kompilation |

## Promoveröffentlichungen
EPs

| Jahr | Titel Musiklabel                      | Höchstplatzierung, Gesamtwochen, AuszeichnungChartplatzierungen (Jahr, Titel, Musiklabel, Platzierungen, Wochen, Auszeichnungen, Anmerkungen) | Höchstplatzierung, Gesamtwochen, AuszeichnungChartplatzierungen (Jahr, Titel, Musiklabel, Platzierungen, Wochen, Auszeichnungen, Anmerkungen) | Höchstplatzierung, Gesamtwochen, AuszeichnungChartplatzierungen (Jahr, Titel, Musiklabel, Platzierungen, Wochen, Auszeichnungen, Anmerkungen) | Höchstplatzierung, Gesamtwochen, AuszeichnungChartplatzierungen (Jahr, Titel, Musiklabel, Platzierungen, Wochen, Auszeichnungen, Anmerkungen) | Anmerkungen                            |
| Jahr | Titel Musiklabel                      | CH | UK | US | Country | Anmerkungen                            |
| ---- | ------------------------------------- | --- | --- | --- | --- | -------------------------------------- |
| 2006 | Luke Bryan EP Capitol Nashville (EMI) | — | — | — | — | Erstveröffentlichung: 31. Oktober 2006 |

## Statistik

### Chartauswertung
|                     | CH    | UK    | US     | Country          |
| ------------------- | ----- | ----- | ------ | ---------------- |
| Nummer-eins-Alben   | CH—CH | UK—UK | US4US  | Country9Country  |
| Top-10-Alben        | CH—CH | UK—UK | US11US | Country14Country |
| Alben in den Charts | CH3CH | UK1UK | US15US | Country18Country |

|                       | CH    | UK    | US     | Country          |
| --------------------- | ----- | ----- | ------ | ---------------- |
| Nummer-eins-Singles   | CH—CH | UK—UK | US—US  | Country13Country |
| Top-10-Singles        | CH—CH | UK—UK | US—US  | Country34Country |
| Singles in den Charts | CH3CH | UK1UK | US40US | Country62Country |

### Auszeichnungen für Musikverkäufe
| Goldene Schallplatte - Kanada - 2012: für die Single Kiss Tomorrow Goodbye - 2013: für die Single Rain Is a Good Thing - 2014: für die Single Play It Again - 2014: für die Single Drink a Beer - 2016: für die Single Move - 2016: für die Single Home Alone Tonight - 2016: für die Single Strip It Down - 2016: für das Album Kill the Lights - 2020: für das Album What Makes You Country - 2020: für die Single What She Wants Tonight - 2021: für die Single Down To One - Neuseeland - 2023: für das Album Crash My Party - Vereinigte Staaten - 2019: für das Lied Drinkin’ Beer & Wasting Bullets - 2021: für das Lied Muckalee Clear Water | Platin-Schallplatte - Australien - 2019: für die Single This Is How We Roll - Kanada - 2012: für das Album Tailgates & Tanlines - 2013: für die Single I Don’t Want This Night to End - 2013: für die Single Crash My Party - 2014: für die Single That’s My Kind of Night - 2016: für die Single Huntin’, Fishin’ and Lovin’ Every Day - 2018: für die Single Light It Up - 2020: für die Single Sunrise, Sunburn, Sunset - 2020: für die Single Most People Are Good - 2020: für die Single One Margarita - 2021: für das Album Born Here Live Here Die Here | 2× Platin-Schallplatte - Kanada - 2013: für die Single Country Girl (Shake It for Me) - 2013: für die Single Drunk of You - 2016: für das Album Crash My Party 4× Platin-Schallplatte - Australien - 2025: für die Single Buy Dirt - Kanada - 2020: für die Single Knockin’ Boots 6× Platin-Schallplatte - Kanada - 2025: für die Single Buy Dirt |

Anmerkung: Auszeichnungen in Ländern aus den Charttabellen bzw. Chartboxen sind in ebendiesen zu finden.
| Land/RegionAuszeichnungen für Musikverkäufe (Land/Region, Auszeichnungen, Verkäufe, Quellen) | Silber     | Gold       | Platin         | Verkäufe    | Quellen          |
| -------------------------------------------------------------------------------------------- | ---------- | ---------- | -------------- | ----------- | ---------------- |
| Australien (ARIA)                                                                            | —          | —          | 5× Platin5     | 350.000     | aria.com.au      |
| Kanada (MC)                                                                                  | —          | 11× Gold11 | 26× Platin26   | 2.520.000   | musiccanada.com  |
| Neuseeland (RMNZ)                                                                            | —          | Gold1      | —              | 7.500       | radioscope.co.nz |
| Vereinigte Staaten (RIAA)                                                                    | —          | 13× Gold13 | 114× Platin114 | 120.500.000 | riaa.com         |
| Vereinigtes Königreich (BPI)                                                                 | 2× Silber2 | —          | —              | 400.000     | bpi.co.uk        |
| Insgesamt                                                                                    | 2× Silber2 | 25× Gold25 | 145× Platin145 |             |                  |